# Oricopis guttatus
Oricopis guttatus är en skalbaggsart som beskrevs av Blackburn 1894. Oricopis guttatus ingår i släktet Oricopis och familjen långhorningar. Inga underarter finns listade i Catalogue of Life.